# Голованов, Владимир Антонович
Владимир Антонович Голованов (11 декабря 1939, Новосибирск, СССР — 5 июня 2023, Москва, Россия) — советский и российский писатель, драматург, сценарист и поэт. Заслуженный деятель искусств Российской Федерации (2002).

## Биография
Родился 11 декабря 1939 года в Новосибирске.
В 1963 году окончил ВГИК (сценарный факультет). В 1970 — Высшие курсы сценаристов и режиссёров при ВГИКе (режиссёрский факультет).
Дебют в мультипликации — «Фильм, фильм, фильм» (режиссёр: Фёдор Хитрук). Создал сценарии ко многим фильмам и мультфильмам.
Голованов — один из создателей Открытого Российского фестиваля анимационного кино, известного как «Таруса», позднее — Суздаль. В 2007 году Владимиру Голованову вручён Приз имени Вячеслава Маясова — за вклад в развитие Суздальского фестиваля.
Руководил Клубом аниматоров при Московском музее кино.
Снимался в документальном сериале «Фабрика чудес», фильм 2 «Автор сценария».
Скончался 5 июня 2023 года на 84-м году жизни в Москве. Прах захоронен на Востряковском кладбище.

### Семья
Первая жена — Наталия Голованова (род. 1942), режиссёр-мультипликатор. Вторая жена — Мария Муат (род. 1951), режиссёр-мультипликатор. Сын — Владимир Муат.

## Фильмография

### Сценарии фильмов
- 1966 — «Пробуждение»
- 1971 — «Варька»
- 1973 — «Бесстрашный атаман»
- 1976 — «Приключения Травки»
- 1977 — «Марка страны Гонделупы»
- 1979 — «Пограничный пёс Алый»
- 1981 — «Тайна записной книжки»
- 1983 — «Как я был вундеркиндом»
- 1986 — «Полёт в страну чудовищ»
- 1990 — «Мать Урагана»

### Сценарии мультфильмов
- 1968 — «Фильм, фильм, фильм»
- 1974 — «Шёл трамвай десятый номер»
- 1975 — «Вот какой рассеянный»
- 1976 — «Бренди Белый Аист»
- 1977 — «Жихарка»
- 1978 — «Пойга и лиса»
- 1979 — «Вовка-тренер»
- 1980 — «Девочка и медведь»
- 1980 — «Кнопочки и человечки»
- 1981 — «Зимовье зверей»
- 1982 — «Великан-эгоист»
- 1982 — «Кошкин дом»
- 1982 — «Похождения Хряпова»
- 1982 — «Приключения волшебного глобуса, или Проделки ведьмы»
- 1983 — «Горе — не беда»
- 1983 — «Наваждение Родамуса Кверка»
- 1984 — «Горшочек каши»
- 1985 — «Миссис Уксус и мистер Уксус»
- 1985 — «Домик для всех»
- 1985 — «Сказочка про козявочку»
- 1986 — «Мальчик как мальчик»
- 1986 — «Гаврош»
- 1986 — «Сказки старого Усто»
- 1987 — «Бескрылый гусёнок»
- 1988 — «Потерялась птица в небе»
- 1988 — «Как стать человеком»
- 1989 — «Античная лирика»
- 1990 — «Весёлая карусель № 20. Барашек»
- 1990 — «Кот и Ко»
- 1990 — «Солдат и чёрт»
- 1991 — «Иванушко»
- 1991 — «Иван-Царевич и серый волк»
- 1992 — «Фатум»
- 1993 — «Прекрасная Маргарет и Черри Флей»
- 1993 — «Кибиточка на одном колесе»
- 1996 — «Короли и капуста»
- 1997 — «Ночь перед Рождеством»
- 1997 — «Незнайка на Луне»
- 1998 — «OPTIMUS MUNDUS 2. Храм Василия Блаженного»
- 1998 — «OPTIMUS MUNDUS 32. Московский трактир»
- 2000 — «Лукоморье. Няня»
- 2001 — «Мультипотам»
- 2001 — «Евстифейка-волк»
- 2002 — «Желтухин»
- 2003 — «Девочка Люся и дедушка Крылов»
- 2003 — «Василий Тёркин»
- 2004 — «Каштанка»
- 2004 — «Про мышонка»
- 2006 — «Солнце, Месяц, Ворон Воронович»
- 2006 — «Крошечка Хаврошечка»
- 2006 — «Снегурочка»
- 2006 — «Рыжая лиса — белая лиса»
- 2008 — «Он и Она»
- 2009 — «Непечальная история»
- 2010 — «Метель»
- 2011 — «Сказка про Ёлочку»
- 2013 — «Приключения зонтика»
- 2013 — «Воробей Клюев» (альманах «Зелёное яблоко»)

### Режиссёр
- 1972 — «Канатоходец»
- 1983 — «Где обедал воробей?»

## Награды и звания
- Заслуженный деятель искусств Российской Федерации (3 апреля 2002 года) — за заслуги в области искусства[7]
- Почётная грамота Министерства культуры Российской Федерации (2 декабря 2011 года) — за большой вклад в российскую анимацию, многолетнюю плодотворную работу и в связи со 100-летием мультипликационного кино[8]